# ポルトープランス国際空港
トゥーサン・ルーヴェルチュール国際空港（L'aéroport international Toussaint Louverture）は、ハイチ共和国の首都、ポルトープランス郊外にある国際空港。ハイチの独立運動家、トゥーサン・ルーヴェルチュールに由来する。2003年、ポルトープランス国際空港（L'aéroport international de Port-au-Prince）から改称された。

## 歴史
- 2010年 - ハイチ地震 (2010年)が発生。国際的な援助拠点となった。
- 2021年 - ハイチ地震 (2021年)が発生。経済難民としてアメリカ合衆国に渡ろうとした人々が送り返される窓口となり、送還者が駐機場で暴れるなどの混乱が生じた[2]。
- 2024年
  - 3月 - ポルトープランス市内でギャングらが武装蜂起。治安が極端に悪化し、空港も一時閉鎖された[3]。
  - 11月11日 - スピリット航空の旅客機が着陸しようとしたところ銃撃を受け、機内の客室乗務員が負傷。同機は隣国ドミニカ共和国への着陸を余儀なくされた。空港が一時閉鎖された[4]。

## 就航路線
| 航空会社               | 就航地 |
| ---------------------- | --- |
| サンライズ航空         | カマグエイ、サントドミンゴ、カパイシャン、ハバナ、オルギン、ジェレミー、レカイ、パナマシティ、サンティアーゴ・デ・クーバ、サントドミンゴ |
| インターカリビアン航空 | プロビデンシアレス |
| コパ航空               | パナマシティ |
| アメリカン航空         | フォートローダーデール、マイアミ、ニューヨーク                                                                                           |
| デルタ航空             | アトランタ、ニューヨーク |
| スピリット航空         | フォートローダーデール |
| ユナイテッド航空       | ニューアーク |
| エア・トランザット     | モントリオール |
| エールフランス         | マイアミ、ポワンタピートル |
| エア・カライベス       | パリ/オルリー |

### 貨物便
| 航空会社               | 就航地                               |
| ---------------------- | ------------------------------------ |
| ABX Air                | マイアミ                             |
| Amerijet International | マイアミ、サンチアゴ、サントドミンゴ |
| IBC Airways            | マイアミ                             |